# ميخائيل وايلدر
ميخائيل وايلدر (بالإنجليزية: Michael Wilder)‏ هو لاعب شطرنج أمريكي، ولد في 17 أغسطس 1962 في فيلادلفيا في الولايات المتحدة.

## وصلات خارجية
- ميخائيل وايلدر على موقع الاتحاد الدولي للشطرنج (الإنجليزية)
- ميخائيل وايلدر على موقع مباريات الشطرنج (الإنجليزية)
- ميخائيل وايلدر على موقع 365Chess.com (الإنجليزية)
- ميخائيل وايلدر على موقع Chesstempo.com (الإنجليزية)
- ميخائيل وايلدر على موقع الاتحاد الأمريكي للشطرنج (الإنجليزية)
- ميخائيل وايلدر سجل أولمبياد الشطرنج على موقع OlimpBase.org (الإنجليزية)